# Algemene verkiezingen in Liberia (1923)

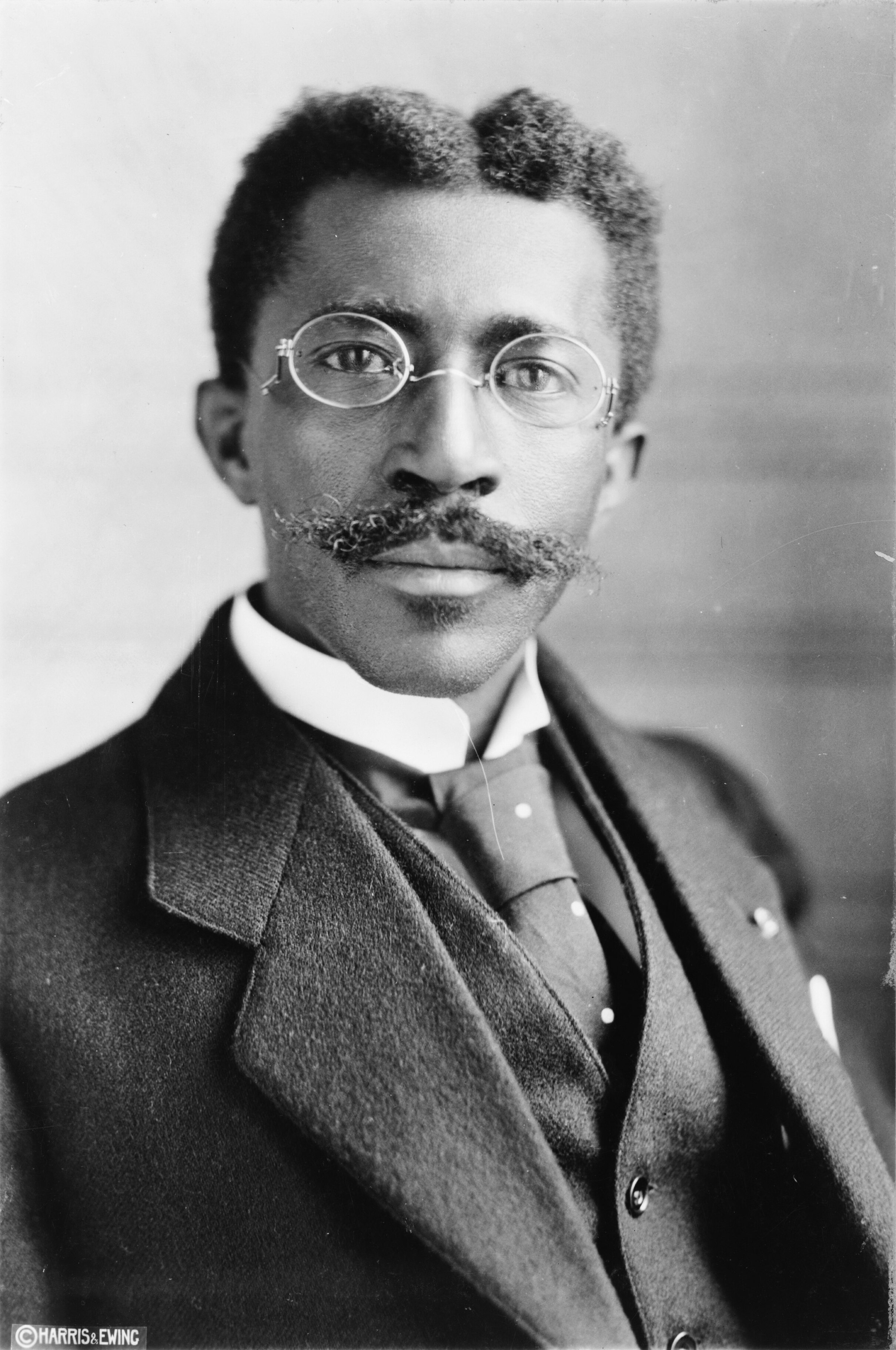
President Charles D.B. King.

De algemene verkiezingen in Liberia van mei 1923 werden gewonnen door zittend president Charles D.B. King van de True Whig Party en versloeg daarbij Samuel G. Harmon van de People's Party. Hoewel er toentertijd slechts 6.000 Liberianen kiesrecht bezaten, kreeg King 45.000 stemmen. Stemrecht was namelijk aan alleen weggelegd voor mannen die onroerend goed bezaten, dat wil zeggen tot de elite van Americo-Liberianen behoren en enkele Chiefs en "beschaafde" inlanders. De uitgebrachte stem van een Chief werd omgezet in het aantal (mannelijke) leden die behoren tot zijn stam. In dat geval kan een stem worden omgezet in ettelijke honderden stemmen. Overige data m.b.t. de verkiezingen, zoals opkomst, stemverdeling en percentages ontbreken echter.   

## Presidentsverkiezingen
| Kandidaat                       | Kandidaat         | Partij          | Stemmen | %      |
| ------------------------------- | ----------------- | --------------- | ------- | ------ |
|                                 | Charles D.B. King | True Whig Party | 45.000  | 88,00  |
|                                 | Samuel G. Harmon  | People's Party  | 6.000   | 12,00  |
| Totaal                          | Totaal            | Totaal          | 51.000  | 100,00 |
|                                 |                   |                 |         |        |
| Geregistreerde kiezers/ opkomst |                   |                 |         |        |
| Bron: G.E. Saigbe Boley         |                   |                 |         |        |

Charles D.B. King: 45.000 stemmen
Samuel G. Harmon: 6.000 stemmen